# Irene Nehls
Irene Nehls (* 1952) ist eine deutsche Chemikerin und emeritierte Professorin an der Humboldt-Universität zu Berlin. Sie war Abteilungsleiterin an der Bundesanstalt für Materialforschung und -prüfung (BAM).

## Leben
Nehls studierte Chemie und wurde 1981 in Analytischer Chemie an der Universität Halle promoviert. Von 1993 bis 2017 war sie an der Bundesanstalt für Materialforschung und -prüfung tätig. Dort forschte sie zur Spurenanalytik verschiedener Stoffe, zur Bodenanalytik und baute die Abteilung für organischen Referenzmaterialien auf.
2000 verfasste sie gemeinsam mit Tin Win das Buchkapitel „Reference Materials in Environmental Studies“.
Von 2000 bis 2007 saß Nehls im Vorstand der Fachgruppe „Analytische Chemie“ der Gesellschaft Deutscher Chemiker.
Im Jahr 2022 erhielt Nehls die Clemens-Winkler-Medaille als Würdigung ihres Lebenswerkes und für ihren engagierten Einsatzes für die analytische Chemie als Wissenschaft.